# Première circonscription de la préfecture de Tottori
La première circonscription de la préfecture de Tottori (鳥取県第1区, Tottori-ken dai-ikku) est l'une des deux circonscriptions législatives que compte la préfecture de Tottori au Japon. Cette circonscription comptait 231 343 électeurs en date du 1er septembre 2021.

## Description géographique
La première circonscription de la préfecture de Tottori regroupe les villes de Tottori et Kurayoshi avec les districts d'Iwami et Yazu ainsi que le bourg de Misasa.

## Députés
| Législature | Début de mandat | Fin de mandat | Député élu     |  | Parti politique |
| ----------- | --------------- | ------------- | -------------- |  | --------------- |
| 41e         | 1996            | 2000          | Shigeru Ishiba |  | SE              |
| 42e         | 2000            | 2003          | Shigeru Ishiba |  | PLD             |
| 43e         | 2003            | 2005          | Shigeru Ishiba |  | PLD             |
| 44e         | 2005            | 2009          | Shigeru Ishiba |  | PLD             |
| 45e         | 2009            | 2012          | Shigeru Ishiba |  | PLD             |
| 46e         | 2012            | 2014          | Shigeru Ishiba |  | PLD             |
| 47e         | 2014            | 2017          | Shigeru Ishiba |  | PLD             |
| 48e         | 2017            | 2021          | Shigeru Ishiba |  | PLD             |
| 49e         | 2021            | -             | Shigeru Ishiba |  | PLD             |